# Alexander Gibson (director de orquesta)
Alexander Drummond Gibson (11 de febrero de 1926-14 de enero de 1995) fue un director de orquesta escocés e intendente de ópera.

## Biografía
Gibson nació en Motherwell, en 1926, hijo de James McClure Gibson y su esposa Guillermina Williams.
Fue educado en Escuela Secundaria Daziel. Sobresalió en el piano y el órgano y a los 18 años se convirtió en el organista en la Iglesia Congregacional de Hillhead, en Glasgow, mientras seguía el estudio de la música en la Real Academia Escocesa de Música y Drama en Glasgow. En 1943 se matricula en la Universidad de Glasgow para el estudio de Música y de Inglés. Después de su primer año, sin embargo, la guerra interrumpió sus estudios y trabajó con la Royal Signals Band hasta 1948, cuando tomó una beca para estudiar en el Royal College of Music de Londres. Después estudió en el Mozarteum de Salzburgo bajo Igor Markevitch, y bajo Paul Van Kempen en la Accademia Chigiana en Siena.
Fue Asistente de director de orquesta de la BBC Scottish Symphony Orchestra en el periodo 1952-54 y realizó dos producciones para la compañía amateur Glasgow Grand Opera Society en 1954. En el momento de su nombramiento en el año 1957 como director musical de Sadler's Wells, era el más joven de la historia en haber obtenido esa posición.
Al volver a Glasgow, en 1959 se convirtió en el primer escocés en ser nombrado director titular y director artístico de la Scottish National Orchestra, puesto que mantuvo hasta 1984, hasta ahora, más que cualquier otro director. Bajo su liderazgo, la orquesta se construyó una gran reputación internacional a través de sus grabaciones y giras por el extranjero y apareció regularmente en el SNO Proms en Glasgow, en el Festival Internacional de Edimburgo, donde también creó el Festival de Edimburgo de Coros, y en Londres, en los Proms.
Gibson creó y lanzó la Scottish Opera en 1962 y fue su director musical hasta el año 1986. Entre sus logros artísticos hay que destacar que el Teatro Real de Glasgow fuera comprado por la Televisión Escocesa y transformado en 1975 para ser la primera sede de la Ópera Nacional de Escocia, y la sede del Teatro de la Ópera Escocesa y del Scottish Ballet y, a partir de 1980, de la Compañía de Teatro Escocesa. En 1987, Gibson fue nombrado director laureado de la Ópera de Escocia y mantuvo este título para el resto de su vida. De 1981 a 1983 fue también el principal director invitado de la Orquesta Sinfónica de Houston. También ha sido director titular de la Filarmónica de Guildford. Durante su carrera hizo apariciones especiales con las principales orquestas británicas y actuó ampliamente en toda Europa, Australia, América, Hong Kong y Japón.

## Honores
Sus muchos premios incluyen dos Grand Prix International de la Academie Charles Cros, la Medalla Sibelius en 1978, y doctor honoris causa de las universidades de Aberdeen, Glasgow, Newcastle, Stirling y York. Fue nombrado Comandante de la Orden del Imperio Británico (CBE) en 1967, fue nombrado caballero en 1977 y se convirtió en presidente de la Real Academia Escocesa de Música y Drama, donde en su memoria, fue inaugurada en 1998, la Escuela de Ópera Alexander Gibson. Es la primera construida a este propósito en Gran Bretaña.
Gibson tenía una afinidad particular por la música escandinava, en particular por la de Jean Sibelius, cuyo trabajo grabó varias veces, y la de Carl Nielsen. Fue galardonado en Finlandia con la Medalla Sibelius, en reconocimiento a su distinguido servicio a la música del compositor. Estaba fuertemente comprometido con la música contemporánea y en 1961 fundó un nuevo festival de música en Glasgow, originalmente llamado Musica Viva, más adelante Musica Nova Festival, Glasgow. Entre los muchos e importantes estrenos que realizó estuvo el de Gruppen de Karlheinz Stockhausen, en 1961. Era también un constante defensor de la nueva música de compositores escoceses. En la casa de la ópera fue considerado como un destacado intérprete de Mozart y Wagner, llevando a cabo la interpretación completa del Ring des Nibelungen con la Scottish Opera en 1971. Estuvo igualmente familiarizado con el repertorio italiano. En 1969 realizó una memorable producción de la ópera Les Troyens de Berlioz, que fue la primera vez en que se completaba la interpretación de las dos partes de la ópera en una noche.

## Muerte
Sir Alexander Gibson murió en diciembre de 1995, de las complicaciones después de un ataque al corazón. Tenía 68 años.

## Legado
A lo largo de su carrera, descrita anteriormente, Sir Alexander Gibson se dedicó por igual a la música clásica y a la ópera, haciéndolas accesibles a todos y también a alentar a los artistas a alcanzar la excelencia. Su discografía es detallada en su biografía escrita por Conrad Wilson, así como los estrenos, conciertos, obras y óperas interpretadas por él. En el Teatro Real de Glasgow hay una gran retrato suyo en el foso de la orquesta, sentado en un taburete, pintado por David Donaldson, y un busto suyo realizado por el escultor Archie Forrest. 
También una calle en su ciudad natal de New Stevenston, Motherwell se ha denominado, Alexander Gibson Way.

## Discografía[2]
- 1978 Sir Edward Elgar: Pomp and Circumstance Marches/Cockaigne Overture/The Crown of India,  Chandos
- 1980 Gustav Holst: The Planets Op. 32, Chandos
- 1983 Elgar: Overtures, Chandos
- 1983 Britten: Variations On A Theme Of Frank Bridge; Matinées Musicales; Soirées Musicales, EMI Music Distribution
- 1985 Sibelius: The Complete Tone Poems, Chandos
- 1985 George Frideric Handel: Water Music, Chandos
- 1985 Sir Edward Elgar: Falstaff & Enigma Variations, Chandos
- 1985 Scottish Overtures, Chandos
- 1990 Beethoven: Concerto in C major; Symphony No. 10 (1st Movement), Chandos
- 1990 Sibelius: Finlandia, etc. Chandos
- 1990 Sir Edward Elgar: Enigma Variations/Pomp & Circumstance Marches, Chandos
- 1991 Mozart: Violin Concertos, Philips
- 1991 Sibelius: Symphonies Nos. 3, 6 & 7, Chandos
- 1991 Carl August Nielsen: Symphony No 04/Jean Sibelius: En Saga, Chandos
- 1991 Neilsen: Symphony No. 5; Sibelius: Night Ride and Sunrise, Chandos
- 1991 Sibelius: Symphonies: Symphonies 1 & 4, Chandos
- 1991 Sibelius: Symphonies Nos. 2 & 5, Chandos
- 1991 Sibelius: Symphony No. 1; Karelia Suite; Swan of Tuonela; Finlandia, Alto
- 1991 A Concert Tour,  Chesky
- 1992 Sibelius: The Complete Symphonies, Chandos
- 1992 Igor Stravinsky: Symphony In C/Symphony In Three Movements, Chandos
- 1992 Tchaikovsky: 1812 Overture; Symphony No. 6, "Pathetique"; Bedrich Semtana: The Moldau, Chesky
- 1993 Music of the Four Countries,  EMI Music Distribution
- 1993 Sibelius: Scènes Historiques Suites 1 & 2; Rakastave; Valse Lyrique, Chandos
- 1993 Sir William Walton: Symphony No. 1 in B Flat Minor/Sir Edward Elgar: Cockaigne Overture, Chandos
- 1994 William Walton: Belshazzar's Feast; Coronation Te Deum; Cello Concerto, Chandos
- 1994 Rachmaninov: Symphony No. 2, Chandos
- 1994 Sir Edward Elgar: Cello Concerto/Falstaff, Chandos
- 1995 Sibelius: Symphonies Nos. 1 & 5; Violin Concerto; En Saga; Karelia Suite; Finlandia, EMI Music Distribution
- 1995 Elgar: The Dream of Gerontius; The Severn Suite, CRD Records
- 1995 Mozart: Don Giovanni; Richard Strauss: Der Rosenkavalier, EMI Music
- 1996 Music for the Royal Fireworks, ASV
- 1998 Opera for Pleasure: Strauss's Der Rosenkavalier [Highlights], EMI Music
- 1998 Holst: The Planets, Chandos
- 1999 Sir William Walton: Symphony No. 1; Cello Concerto; Belshazzar's Feast; Coronation Te Deum; Crown Imperial; etc, Chandos
- 1999 Berlioz: Overtures, Intersound
- 2000 Holst: The Planets, Chandos
- 2000 Paganini: Violin Concertos Nos. 1 & 3, Philips
- 2000 Mozart: Violin Concertos, Musical Heritage Society
- 2001 Mendelssohn: Hebrides Overture; Symphony No. 3 "Scottish"; Symphony No. 4 "Italian", EMI Music Distribution
- 2001 Saint-Saëns: The Carnival of the Animals, EMI Classics / EMI Music Distribution
- 2001 Handel: Water Music, Chandos
- 2001 Elgar: Coronation Ode; The Spirit of England, Chandos
- 2002 Fricker, Orr, Simpson: Symphonies, EMI Music Distribution
- 2002 Puccini: Tosca, Opera D'Oro
- 2002 Elgar: Overtures, Chandos
- 2002 Berlioz: Overtures, Chandos
- 2003 Mozart: Sinfonia Concertante; Concertone, Chandos
- 2003 Dukas: The Sorcerer's Apprentice; Saint-Saëns: Danse macabre; Rossini - Respighi: La Boutique fantasque, Chandos
- 2004 Sibelius: Tone Poems, Chandos
- 2007 Paganini: Violin Concertos Nos. 1 & 4, PentaTone Classics
- Saint-Saëns: Carnival of the Animals; Ravel: Mother Goose Suite; Bizet: Children's Games, EMI Music Distribution
- Tchaikovsky: 1812 Overture Op49; Romeo & Juliet, Collins Records
- Rachmaninov: Piano Concerto No. 2, Royal Philharmonic Masterworks / RPO
- Bizet: L'Arlesienne Suites; Jeux d'Enfants; Carmen Suite; Dukas: L'Apprenti Sorcier, Eloquence
- Berlioz: Overtures, Royal Philharmonic Masterworks
- Gounod: Faust Ballet Music; Bizet: Carmen Suite, Analogue Productions / RCA Victor
- Berlioz: Symphonie Fantastique,  Alto / Musical Concepts
- Sacred Songs, Philips
- Beethoven: Violin Concerto; Mozart: Concerto No. 5, [LP Sleeve] [Japan] Universal Distribution
- Sibelius: Symphony No. 2; Karelia Suite, Collins Classics
- Berlioz: Overtures, Tring
- Witches' Brew, Classic Compact Discs